# Armenina
Armenina es un género de foraminífero bentónico de la subfamilia Verbeekininae, de la familia Verbeekinidae, de la superfamilia Fusulinoidea, del suborden Fusulinina y del orden Fusulinida. Su especie tipo es Armenina karinae. Su rango cronoestratigráfico abarca desde el Artinskiense superior (Pérmico inferior) hasta el Kazaniense (Pérmico superior).

## Discusión
Clasificaciones más recientes incluyen Armenina en la superfamilia Neoschwagerinoidea, y en la subclase Fusulinana de la clase Fusulinata.

## Clasificación
Armenina incluye a las siguientes especies:
- Armenina aulaensis †
- Armenina densa †
- Armenina intermedia †
- Armenina karinae †
- Armenina kwangsiana †
- Armenina longlinensis †
- Armenina maolipenhongensis †
- Armenina parawangi †
- Armenina prisca †
- Armenina provecta †
- Armenina saraburiensis †
- Armenina tenuispira †
- Armenina tobaensis †
- Armenina urtzensis †
- Armenina wangi †
- Armenina xiangboensis †